# 二岐温泉
二岐温泉（ふたまたおんせん）は、福島県岩瀬郡天栄村（旧国陸奥国、明治以降は岩代国）にある温泉。天栄村中心部からさらに車で約30分ほど入った山間にある秘湯で、つげ義春の漫画『二岐渓谷』の作品の舞台としても知られる。旅館が数軒点在する。

## 泉質
- 硫酸塩泉

## 効能
動脈硬化症、やけど、切り傷、慢性皮膚病、慢性消化器病、筋肉痛、関節痛、神経痛、五十肩、運動麻痺、関節のこわばり、うちみ、くじき、痔疾、冷え性、病後回復期、疲労回復、健康増進。

## 温泉街
ホテル・旅館が7軒存在する。今は5軒の営業となってます。
二岐温泉には現在５軒の旅館が営業中、川沿いの景観の良いのが、秘湯を守る会の元会長の旅館、大丸あすなろ荘を筆頭として、自噴泉の巌風呂のある柏屋旅館、つげ義春の二岐渓谷の舞台となった、ひなびた雰囲気を継承しつつ、リニューアルした、湯小屋旅館の3軒。
川沿いではないですが、猫が館主という、山の恵みをふんだんに使っての料理が評判のかつらぎ荘や、じゃらんnetで東北の「泊まって良かった宿」旅館部門で高く評価されている旅館ふじやもあります。地の山菜やきのこ料理を楽しみたいならおすすめの旅館です。

## 作品の舞台
- つげ義春の漫画『二岐渓谷』の舞台になった温泉として知られる。つげが泊まったのは、当時5軒あった宿の中でも、“もっとも貧しそうな”爺さん婆さんの宿「湯小屋温泉」で、1967年当時の宿泊費が、作品では600円と記されている。現在は、新しい経営者に引き継がれ名を「新湯小屋温泉」としているが、つげファンのために建物や漫画に描かれた入口もそのまま残してあるという。このため、つげファンの聖地巡礼が多い。なお、旧湯小屋温泉主人は、同じくつげ義春の漫画『枯野の宿』の宿の息子のモデルであり、『枯野の宿』の壁に描かれていた絵は、この湯小屋温泉に残されていたが、後に絵柄が描き替えられた[4]。

### 湯小屋温泉保存へ
つげ義春が宿泊した湯小屋温泉は、老朽化が激しく客を宿泊させるのも危険な状態であるために、建て直しが検討されている。ところがつげファンらから「このままの姿で残してほしい」との熱望があり、建物を直しながら駐車場部分に新たに別館を建てる計画に変更中である。2014年は、つげ義春デビュー60周年にもあたり、作品のモデルとなった岩瀬湯本と二岐温泉の地域おこしとして、つげゆかりの温泉をアピールしようとする動きが地元で広がっている。同年11月23日には「つげ義春フォーラム」が天栄村の「文化の森てんえい」で開催されたり、「ガロ」の元編集者らがつげ作品や二岐温泉の魅力について語り合う会や、翌24日には「つげ義春が歩いた湯本・二岐」と銘打った見学会も行われた。

## Gallery

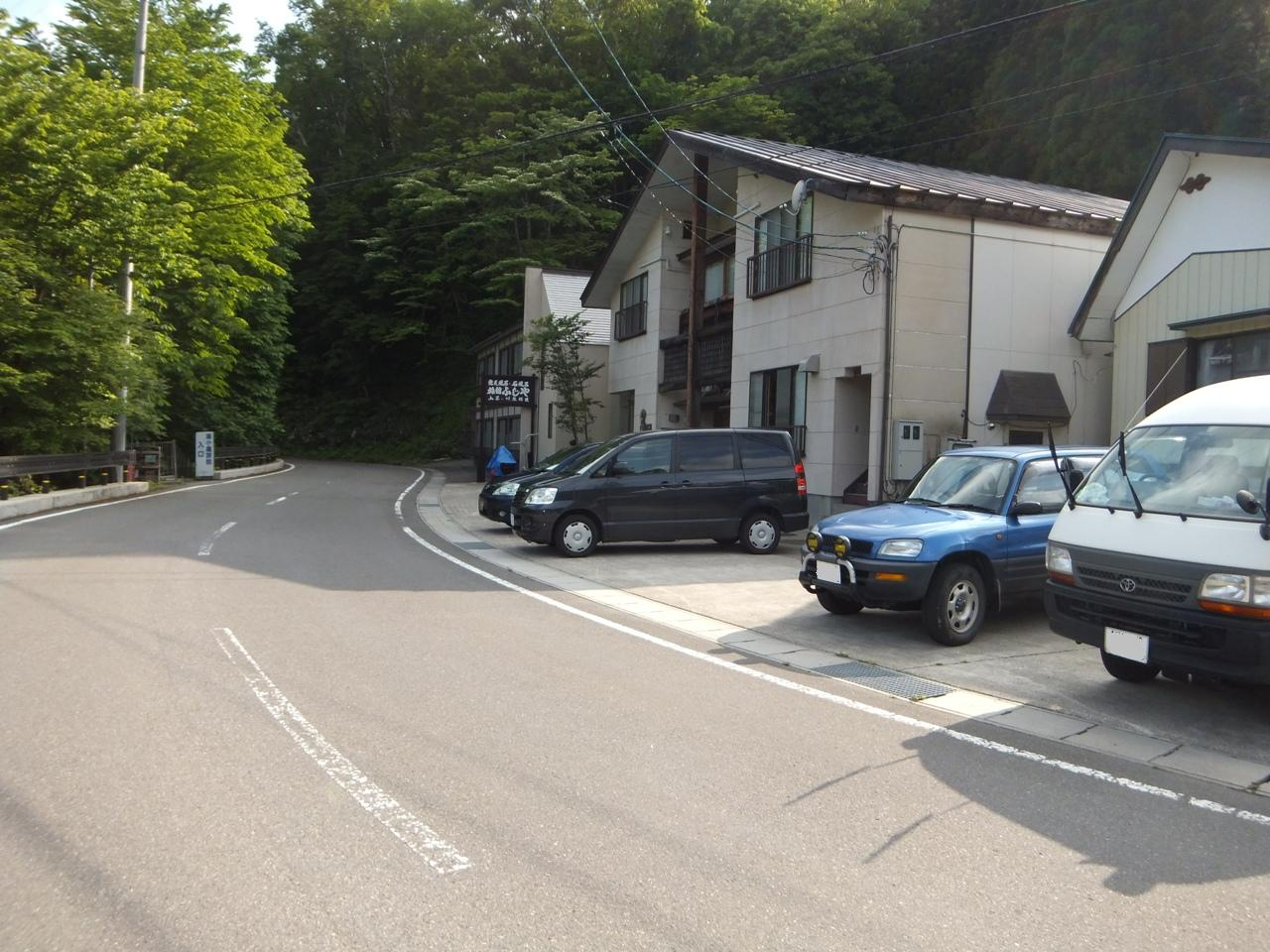
二岐温泉郷
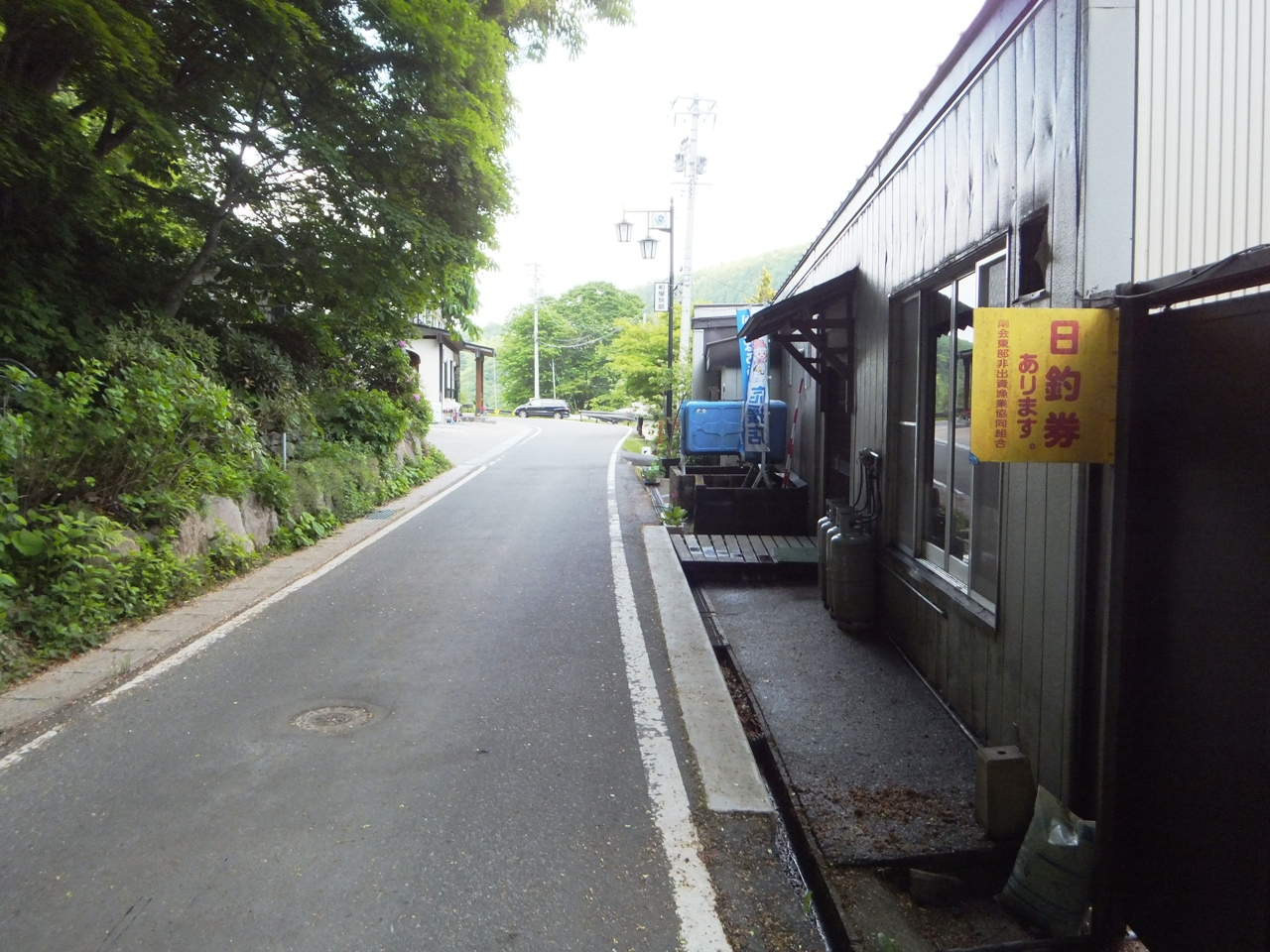
二岐温泉郷

## 歴史
開湯は969年（安和2年）であると言われている。また江戸時代には隠し湯として一般の人の入浴が制限されていた。

## アクセス
- 鉄道 : 東北本線・東北新幹線新白河駅より送迎バス。
- 自動車 : 東北自動車道白河ICから70分。
- 路線バス：須賀川駅・鏡石駅より福島交通（ダイヤ注意）

## 周辺
- 岩瀬湯本温泉
- 羽鳥湖温泉
- ブリティッシュヒルズ